# Rêve du deuxième année
 (juillet 2023).
Si vous disposez d'ouvrages ou d'articles de référence ou si vous connaissez des sites web de qualité traitant du thème abordé ici, merci de compléter l'article en donnant les références utiles à sa vérifiabilité et en les liant à la section « Notes et références ».
En mathématiques, le rêve du deuxième année désigne les deux identités :
{\displaystyle {\begin{aligned}\int _{0}^{1}x^{-x}\,\mathrm {d} x&=\sum _{n=1}^{\infty }n^{-n}\approx 1,291285997...\\\int _{0}^{1}x^{x}\,\mathrm {d} x&=\sum _{n=1}^{\infty }(-1)^{n+1}n^{-n}=-\sum _{n=1}^{\infty }(-n)^{-n}\approx 0,783430510...\end{aligned}}}
Voir la suite A073009 de l'OEIS et la suite A083648 de l'OEIS.
Elles ont été découvertes en 1697 par Jean Bernoulli.
Le nom « rêve du deuxième année », apparu en 2004, fait référence au « rêve du première année » qui est la fausse identité (x + y)n = xn + yn. À l'inverse, les deux identités du rêve du deuxième année (en anglais sophomore's dream), qui donnent la même impression d'être « trop belles pour être vraies »  — en particulier la première — sont vraies.

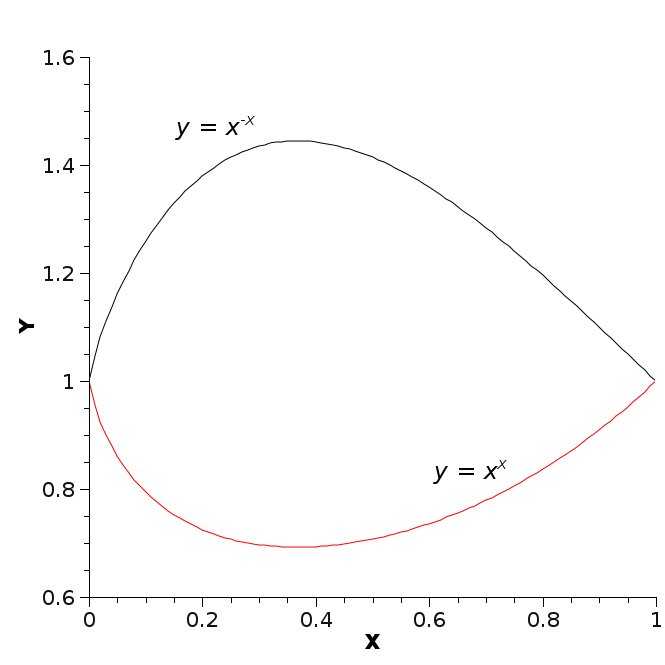
Graphe des fonctions y = x^{x} (rouge, en bas) et y = x^{−x} (gris, en haut) sur l'intervalle ]0 ; 1].

## Historique
Jean Bernoulli a découvert ces égalités en s'intéressant à la différentiation du logarithme népérien.